# 行政代執行
行政代執行（ぎょうせいだいしっこう）とは、行政上の強制執行の一種。義務者が行政上の義務を履行しない場合に、行政庁が、自ら義務者のなすべき行為をなし、又は第三者をしてこれをなさしめ、その費用を義務者から徴収することをいう（行政代執行法1条、2条）。単に「代執行」ともいう。なお、地方自治体が法令に違反した事務を行ったり事務を怠ったりした場合に国や都道府県が行う、地方自治法上の代執行とは異なる。行政代執行法について以下では、条数のみ記載する。

## 概要
要件
代執行の対象となるのは、法律等（法律のほか、法律の委任に基づく命令、規則及び条例を含む）により直接命ぜられた行為、又は法律等に基づき行政庁により命ぜられた行為のうち、他人が代わってなすことのできるもの（代替的作為義務）である（2条）。また、他の手段によってその履行を確保することが困難であり、かつその不履行を放置することが著しく公益に反すると認められることを要する（同条）。
手続
代執行をなすには、原則として、相当の履行期限を定め、その期限までに履行がなされないときは、代執行をなすべき旨を、あらかじめ文書で戒告しなければならない（3条1項）。
義務者が、この戒告を受けて、指定の期限までにその義務を履行しないときは、当該行政庁は、代執行令書をもって、義務者に通知する（3条2項）。

代執行令書の記載事項（3条2項）
1. 代執行をなすべき時期
2. 代執行のために派遣する執行責任者の氏名
3. 代執行に要する費用の概算による見積額

非常の場合又は危険切迫の場合において、当該行為の急速な実施について緊急の必要があり、戒告する手続をとる暇がないときは、その手続を経ないで代執行をすることができる（3条3項）。

代執行に要した費用の徴収については、実際に要した費用の額及びその納期日を定め、義務者に対し、文書をもってその納付を命じなければならない（5条）。

代執行に要した費用は、国税滞納処分の例により、建物及び土地の所有者に請求することができる（6条1項）。(所有者が不明な場合を除く)
- 簡易代執行（略式代執行）

救済制度
- 取消訴訟
- 国家賠償

## 関連する法律
- 建築基準法 第9条12項
特定行政庁は、必要な措置を命じた場合において、その措置を命ぜられた者がその措置を履行しないとき、履行しても十分でないとき、又は履行しても期限までに完了する見込みがないときは、行政代執行法の定めるところに従い、みずから義務者のなすべき行為をし、又は第三者をしてこれをさせることができる。
- 土地収用法
- 空家等対策の推進に関する特別措置法 - 空き家条例